# Зубайраев, Яраги Магомадович
Яра́ги Магома́дович Зубайра́ев (22 октября 1917 — 18 сентября 1980, Грозный) — чеченский советский актёр, ведущий артист Чечено-Ингушского государственного драматического театра имени Х. Нурадилова, член Союза театральных деятелей РСФСР, Народный артист Чечено-Ингушской АССР (1943), Народный артист РСФСР (1978).

## Биография
Родился в Чечне 22 октября 1917 года в бедной крестьянской семье. После окончания школы стал студентом кооперативного техникума.
В 1933 году его привёл в театр Абдурахман Авторханов, который был основателем и первым директором Чеченского драматического театра. Зубайраев начал учиться в театральной студии при Чеченском театре.
В том же году в селении Алхан-Кала проходила республиканская конференция красных партизан. Под занавес конференции чеченский театр дал спектакль «Красная крепость» по одноимённой пьесе Саида Бадуева. В ходе спектакля белогвардейцы на некоторое время брали верх над красногвардейцами. Особо лютовал один из офицеров белой армии, которого играл Зубайраев. Старый партизан, сидевший в зале и никогда не видевший театра, принял игру артистов за действительность и открыл огонь. Чудом никто не пострадал. Администрации пришлось объяснять зрителям, что происходящее на сцене — всего лишь игра актёров. Этот эпизод лёг в основу рассказа Идриса Базоркина «Кремнёвый пистолет».
В 1934 году были объединены Чеченская и Ингушская области. Руководство новой Чечено-Ингушской автономной области обратилось к руководству Грузии с просьбой помочь в развитии театрального искусства. В Грозный был прислан режиссёр Арчил Чхартишвили. Кроме того, группа молодых артистов, в числе которых был и Зубайраев, была приглашена на учебу в Грузинский государственный академический театр имени Шота Руставели (Тбилиси). Его педагогами были Сандро Ахметели, Акакий Хорава, Акакий Васадзе.
В 1936—1944 годах был актёром Чечено-Ингушского театра. В 1938 году Саид Бадуев, произведения которого составляли репертуар Чечено-Ингушского театра, был репрессирован, и на все его произведения был наложен запрет. В течение полугода работа театра была парализована. Наконец, был создан новый репертуар, в который вошли пьесы Нурдина Музаева «Асет», «Любовь Яровая» Константина Тренёва, «Накануне» Александра Афиногенова и другие. В 1940 году за огромный вклад в развитие театрального искусства республики ряд актёров и режиссёров, среди которых был и Зубайраев, был отмечен званием Заслуженный артист ЧИАССР.
22 июня 1941 года, в день начала Великой Отечественной войны, Чечено-Ингушский госдрамтеатр находился на гастролях в Ведено. Но после выступления наркома Молотова по радио многие актёры прямо из Ведено ушли добровольцами на фронт. Зубайраева на фронт не отпустили, потому что на нём держался весь репертуар национального театра.
В первые же дни войны в Грозном была создана концертная бригада для работы на фронте. Члены бригады дали больше 900 спектаклей и концертов. Яраги Зубайраев принимал самое активное участие в её выступлениях. Обычно перед бойцами Красной Армии игрались спектакли «Олеко Дундич» и «Адин Сурхо». Часто представления проходили ночью, при свете луны в открытой степи — огонь разводить было нельзя.
Все сцены, и в том числе те, где происходили «бои», игрались верхом на армейских скакунах. Зрелище, конечно, было впечатляющим. Однако не обходилось и без переживаний, не предусмотренных пьесой. В спектакле «Адин Сурхо» по ходу действия герой отнимает свою похищенную невесту у князя и передаёт её, не покидая седла, своему другу Булату. Но конь исполнителя этой роли вдруг заартачился, и тот не сумел удержать актрису. Словно почуяв неладное, лошадь встала, как вкопанная. Миг — и крепкие руки партнёра выхватили девушку прямо из-под копыт. Так виртуозно мог сыграть только Яраги Зубайраев, что зритель воспринял эту заминку как хорошо отрепетированный трюк.
— писала в статье «Спектакли при ясной луне», опубликованной в газете «Грозненский рабочий» 19 мая 1985 года, заслуженная артистка РСФСР Тамара Алиева.
Зубайраев также выступил инициатором сбора денег для постройки танка, который должны были назвать именем чечено-ингушского театра.
30 июня 1943 года указом Председателя Президиума Верховного Совета ЧИАССР Ю. Тамбиева за образцовое обслуживание частей Красной Армии в дни Великой Отечественной войны Яраги Зубайраеву было присвоено звание Народного артиста Чечено-Ингушской АССР.
После присвоения звания Героя Советского Союза Ханпаше Нурадилову театр получил его имя.
22 февраля 1944 года в театре шёл вечерний спектакль «Адин Сурхо». Но спектакль прервали сотрудники НКВД, которые сообщили о депортации. В годы депортации в 1944—1946 годах Зубайраев работал в Южно-Казахстанском русском театре. Во время выселения они с супругой потеряли друг друга. Отчаявшись её найти, он женился вторично.
В 1957 году вернулся на родину и в родной театр. Первой постановкой возрождённого театра был спектакль «Асланбек Шерипов» по одноимённой пьесе писателя Халида Ошаева. В театре велась работа по восстановлению репертуара, который был до выселения, а также созданию новых постановок.
Шестидесятые годы XX века были очень продуктивными в работе театра. Актёры словно пытались наверстать упущенное в период депортации. Афиши пестрели названиями премьер. Фамилии известных драматургов всех времен и народов красовались в репертуарном списке. Русская классика чередовалась с западноевропейской. Не обходили стороной и драматургию народов Северного Кавказа. Во всех этих спектаклях играл Яраги Зубайраев. Он мог сыграть любую роль — от комической в мелодраме до высокой трагедии в пьесах всемирно известных авторов. Шекспир, Гольдони, Мольер, Корнель, Шиллер — вот неполный перечень имён классиков драматургии, в произведениях которых играл Зубайраев.
Будучи ровесником Октябрьской революции, свой день рождения он всегда отмечал 7 ноября. Сразу после парада все его друзья отправлялись к нему. На склоне лет получил двухкомнатную квартиру, но прожил в ней недолго. Он скончался 18 сентября 1980 года. Им было сыграно более 200 ролей, в том числе почти вся чеченская классика, десятки ролей в шедеврах мировой литературы и десятки ролей в спектаклях, поставленных по мотивам современных произведений.

## Роли
- Абубешар («Бож-Али», по одноимённой пьесе Абдулы Хамидова);
- Апти («В одном ауле», режиссёр Г. Батукаев);
- Али («Асет», режиссёры М. Минаева и Л. Горькая, по поэме Расула Гамзатова «Горянка»);
- Байтемир Кулов («Тополёк мой в красной косынке» по повести Чингиза Айтматова, режиссёр Пётр Харлип);
- Братишка («Шторм», В. Билль-Белоцерковский);
- Будённый («Олеко Дундич», авторы Кац, Ржешевский);
- Вахушти («Храбрый Кикила», Нахуцришвили и Гамрекели);
- Висангирей («Дороги Любви», режиссёр Н. Децик, сценарий Идриса Базоркина);
- Кочкарев («Женитьба», Николай Гоголь);
- Максим Максимыч («Бэла», Михаил Лермонтов);
- Мулла («Петимат», Саид Бадуев);
- Мулла («Бешто»)
- Мулла («Мирза Усач», Музаев, Вайнштейн);
- Сганарель («Лекарь поневоле», Мольер);
- Татарин («На дне», Максим Горький);
- Тиссаферн («Забыть Герострата!», Григорий Горин, режиссёр Мималт Солцаев);
- Умалт («Совдат и Дауд», Хамидов);
- «Песнь Софии» (авторы Хубецов и Хугаев, Зубайраев выступил в качестве режиссёра спектакля, 1959 год).

## Спектакли
- «Анзор» (Сандро Шаншиашвили);
- «Золотое озеро»;
- «Красная крепость» (Саид Бадуев);
- «Женитьба Цаэбы»;
- «Семья чабана»;
- «Закон отцов» (Саид Бадуев);
- «Любовь Яровая» (Константин Тренёв);
- «Платон Кречет» (Александр Корнейчук);
- «Накануне» (Александр Афиногенов);
- «Сурхо — сын Ади» (М.-С. Гадаев, Г. Батукаев);
- «Энергичные люди» (Василий Шукшин, режиссёр Руслан Хакишев)
- «Борьба продолжается» (Исламов).

## Фильмография
- Земля отцов (1966).

## Семья
Первая супруга — Заслуженная артистка РСФСР Тамара Алиева. Вторая — Зубайраева Зинаида. Оба брака были бездетными.

## Звания
- Заслуженный артист Чечено-Ингушской АССР (1940);
- Народный артист Чечено-Ингушской АССР (30 июня 1943 года);
- Заслуженный артист РСФСР (25 мая 1960 года)[3];
- Народный артист РСФСР (9 октября 1978 года).